# Lothar Rendulic

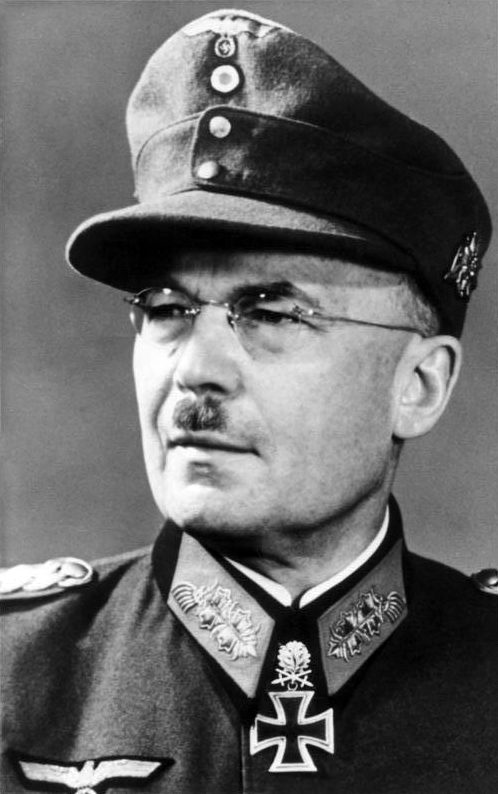
Generaloberst Lothar Rendulic. Offizielle Aufnahme zur Verleihung der Schwerter zum Eichenlaub des Ritterkreuzes im Jänner 1945

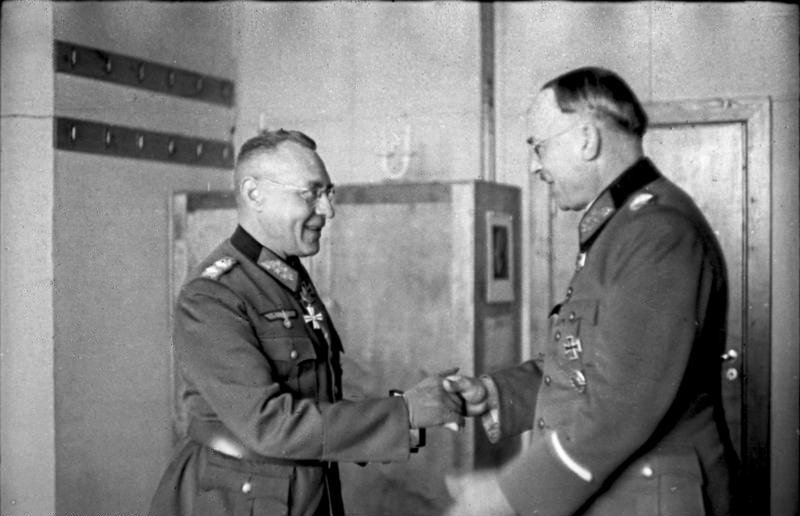
Lothar Rendulic (rechts) und Karl Weisenberger (Dezember 1944)

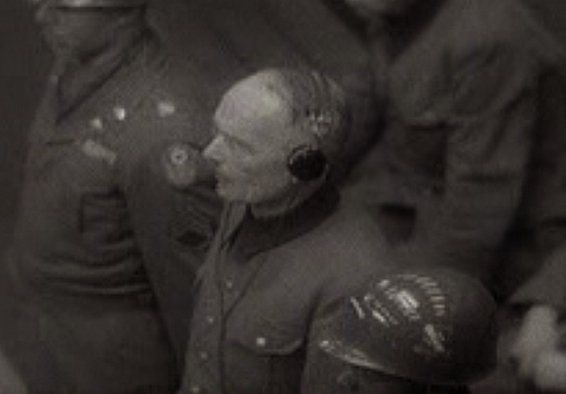
Rendulic 1948 bei seiner Verurteilung

Lothar Rendulic (* 25. Oktober 1887 in Wiener Neustadt; † 18. Jänner 1971 in Eferding) war ein kroatischstämmiger österreichischer Offizier. Nach dem Anschluss Österreichs machte er Karriere in der Wehrmacht und war zuletzt Generaloberst im Zweiten Weltkrieg. Er war neben Alexander Löhr und Erhard Raus einer von drei Österreichern, die in der Wehrmacht bis zum Generaloberst aufstiegen. Rendulics Aufstieg war nicht zuletzt der Tatsache geschuldet, dass er überzeugter Nationalsozialist war, der noch als Österreicher in die NSDAP eintrat und 1944 von Adolf Hitler das Goldene Parteiabzeichen erhielt. Wegen Beteiligung an Kriegsverbrechen wurde Rendulic im Prozess Generäle in Südosteuropa 1948 als Kriegsverbrecher verurteilt.

## Werdegang
Lothar Rendulic wählte nach seinem Studium der Rechtswissenschaften die militärische Laufbahn und trat 1907 in die Theresianische Militärakademie in Wiener Neustadt ein. Am 8. August 1910 wurde er zum Leutnant befördert. Kurz nach dem Ausbruch des Ersten Weltkriegs wurde er Oberleutnant. Er kämpfte in Galizien, an der Ostfront und in Italien. Den Krieg beendete er als Hauptmann und Generalstabsoffizier beim XXI. Korpskommando.
1920 promovierte Rendulic zum Dr. jur. und wurde ebenfalls 1920 in das neu geschaffene österreichische Bundesheer aufgenommen. Er war dann unter anderem im Präsidialbüro des Ministeriums für Heerwesen tätig. Zum 12. Mai 1932 trat er der NSDAP bei (Mitgliedsnummer 1.084.563). Von September 1933 bis Dezember 1934 war er österreichischer Militärattaché in Paris. Anschließend übernahm er im Dezember 1934 das Kommando über die neu gebildete „Schnelle Brigade“ in Wien, die erste vollmotorisierte Einheit des Bundesheeres.
Aufgrund seiner Mitgliedschaft in der NSDAP wurde er im Februar 1936 vorübergehend in den Ruhestand versetzt. Nach dem Anschluss Österreichs an das Deutsche Reich im März 1938 wurde er reaktiviert und zum 1. April 1938 als Oberst im Generalstab in die Wehrmacht übernommen. Nach der Teilnahme am Überfall auf Polen als Chef des Stabes des XVII. Armeekorps wurde er am 1. Dezember 1939 zum Generalmajor befördert. Er wurde am 15. Juni 1940 mit der Führung der 14. Infanterie-Division betraut und übernahm Anfang Oktober 1940 das Kommando über die 52. Infanterie-Division. Mit der Einheit nahm er ab dem 22. Juni 1941 am Unternehmen Barbarossa, dem Überfall auf die Sowjetunion, teil und wurde am 1. Dezember 1941 zum Generalleutnant befördert. Anfang November 1942 übernahm er den Befehl über das XXXV. Armeekorps an der Ostfront und wurde am 1. Dezember zum General der Infanterie befördert. Im August 1943 wurde er neuer Befehlshaber der 2. Panzerarmee in Jugoslawien und am 1. April 1944 zum Generaloberst befördert. 
Seit dem 28. Juni 1944 war er Befehlshaber der 20. Gebirgs-Armee in Finnland. Während des Rückzuges der deutschen Truppen aus Finnland, im sogenannten Lapplandkrieg, wandte Rendulic die Taktik der Verbrannten Erde an.
Ab Jänner 1945 war er Befehlshaber der Heeresgruppen Nord (Ostpreußen) und Kurland. 
Am 4. April entließ Hitler General Otto Wöhler von seinem Posten als Kommandant der Heeresgruppe Süd. Generaloberst Rendulic wurde am 6. April ins Führerhauptquartier im Führerbunker beordert und übernahm in der Nacht vom 7. auf den 8. April 1945 die Heeresgruppe Süd.
Er ging 1945 in US-amerikanische Kriegsgefangenschaft. Im Jahr 1948 wurde er im Geiselmordprozess wegen Kriegsverbrechen und Verbrechen gegen die Menschlichkeit an der Zivilbevölkerung in Jugoslawien zu 20 Jahren Haft verurteilt. Nach einem Gnadengesuch wurde das Strafmaß am 31. Jänner 1951 durch den amerikanischen Hochkommissar John Jay McCloy auf zehn Jahre gekürzt. Im gleichen Jahr wurde Rendulic – wie die meisten verurteilten Kriegsverbrecher – vorzeitig aus der Haft im Kriegsverbrechergefängnis Landsberg entlassen.
Nach seiner Entlassung schrieb er einige Bücher, die das in der Nachkriegszeit populäre Bild von der „sauberen Wehrmacht“, die stets „anständig“ geblieben sei und „ehrenhaft“ gekämpft habe, in breiten Bevölkerungskreisen salonfähig machen halfen. Das autobiografische Werk Soldat in stürzenden Reichen von 1965 enthielt eine veränderte Version eines bei der Verleihung der Schwerter zum Eichenlaub des Ritterkreuzes im Jänner 1945 entstandenen Fotos. Die Originalaufnahme von 1945 zeigt Rendulic als Träger eines Hitlerbartes, die Version von 1965 einen klassischen Oberlippenbart, wie ihn Rendulic zu Kriegsbeginn getragen hatte. Der Historiker John Zimmermann interpretiert dies als Zeichen der „auch äußerlichen Radikalisierung“, von der Rendulic „wohl ex post nichts mehr wissen“ mochte.
1957/58 war er als möglicher Bundesparteiobmann der FPÖ im Gespräch.

## Auszeichnungen
- Eisernes Kreuz (1914) II. und I. Klasse
- Orden der Eisernen Krone III. Klasse mit der Kriegsdekoration und den Schwertern
- Österreichisches Militärverdienstkreuz III. Klasse mit der Kriegsdekoration und den Schwertern
- Militär-Verdienstmedaille in Bronze und Silber mit Schwertern
- Karl-Truppenkreuz
- Österreichische Verwundetenmedaille
- Spange zum Eisernen Kreuz II. und I. Klasse
- Verwundetenabzeichen (1939) in Schwarz
- Deutsches Kreuz in Gold am 26. Dezember 1941[6]
- Ritterkreuz des Eisernen Kreuzes mit Eichenlaub und Schwertern[6]
  - Ritterkreuz am 6. März 1942
  - Eichenlaub am 15. August 1943 (271. Verleihung)
  - Schwerter am 18. Jänner 1945 (122. Verleihung)
- Medaille Winterschlacht im Osten 1941/42
- Ärmelband Kurland
- Goldenes Parteiabzeichen der NSDAP am 19. September 1944[7]
- Nennung im Wehrmachtbericht am 6. Juni 1944; 28. Dezember 1944; 14. März 1945 und 9. Mai 1945

## Werke
- Gekämpft, gesiegt, geschlagen. 1952.
- Glasenbach–Nürnberg–Landsberg. Ein Soldatenschicksal nach dem Krieg. 1953.
- Gefährliche Grenzen der Politik. 1954.
- Die unheimlichen Waffen. Atomraketen über uns. Lenkwaffen, Raketengeschosse, Atombomben. 1957.
- Weder Krieg noch Frieden. Eine Frage an die Macht. 1961.
- Soldat in stürzenden Reichen. 1965.
- Grundlagen militärischer Führung. 1967.